# بوشورن
بوشورن (به لاتین: Böshorn) یک کوه در سوئیس است که در کانتون وله واقع شده‌است. بوشورن ۳٬۲۶۸ متر بالاتر از سطح دریا واقع شده‌است.